# Keijo Kurttila
Keijo Kurttila (né le 8 avril 1975 à Oulu) est un fondeur finlandais qui a débuté en coupe du monde en 2000. 

## Coupe du monde
- Meilleur classement final : 29e en 2005.
- 4 podiums dont deux en sprint libre et deux en sprint classique.
- Meilleur résultat : 2e.

## Championnats du monde
Il a participé à deux éditions en 2003 et 2005. À chaque fois il a terminé 15e que ce soit en sprint classique ou en sprint par équipes.

## Jeux olympiques d'hiver
| Épreuve / Édition      | Sprint libre | Sprint par équipe |
| JO 2002 Salt Lake City | 25e          | —                 |
| JO 2006 Turin          | 23e          | 5e                |